# Krzysztof Węgrzyn
Krzysztof Węgrzyn (* 21. September 1953 in Gdańsk in Polen) ist ein polnischer Musiker, Violinist, Professor für Violine und Vizepräsident Kunst an der Hochschule für Musik, Theater und Medien Hannover (HMTMH). Er spielt eine Violine von Domenico Montagnana.

## Leben
Der 1953 in Gdańsk geborene Krzysztof Węgrzyn studierte zunächst in Warschau an der seinerzeitigen Musikakademie „Fredéric Chopin“ bei Zenon Brzewski und Irina Dubiska. Nach Unterricht in Freiburg im Breisgau bei Wolfgang Marschner wirkte er als Stipendiat der in New York ansässigen B. P. Johnson Foundation bei Yfrah Neaman in London. Weitere „entscheidende künstlerische Impulse“ erhielt er zudem in seiner Arbeit mit Dorothy DeLay.
In seinen Konzerten in verschiedenen Ländern befasste sich Węgrzyn neben dem Standardrepertoire vor allem auch mit Werken zeitgenössischer Komponisten wie Witold Lutosławski, György Ligeti, Luigi Nono, Alfred Schnittke, Arvo Pärt und Krzysztof Penderecki.
Zum 1. Januar 1984 wurde Węgrzyn nach Hannover berufen, um dort alternierend durch die neu geschaffene Stelle des Ersten Konzertmeisters des Niedersächsischen Staatsorchesters zu wirken.
1993 übernahm Krzysztof Węgrzyn eine Professur für Streichinstrumente und insbesondere für Violine an der Hochschule für Musik, Theater und Medien Hannover. Zahlreiche seiner Studenten wurden in der Folge sowohl Preisträger internationaler Wettbewerbe als auch Mitglieder führender  deutscher Orchester.
Auf verschiedenen Kontinenten leitete Węgrzyn regelmäßig Meisterklassen, darunter an der Scuola di Musica di Fiesole, an der Juilliard School, während des Aspen Music Festivals oder den Holland Music Sessions, dem Bowdoin Music Festival, am Keshett Eilon, an der Ishikawa Music Academy, in Seoul, Shanghai und Tokio. Darüber hinaus wurde Węgrzyn in zahlreiche internationale Jurys berufen, darunter für Wettbewerbe für Musik von Tschaikowski in Moskau, Kreisler in Wien, Paganini in Genua, eine Aufzeichnung der ARD in München oder nach Sendai in Japan. Zudem war Węgrzyn, der sich lange im Bereich der Kammermusik engagierte, unter anderem Mitgründer des New Warsaw Piano Quintetts.
Von 1995 bis 2007 leitete Krzysztof Węgrzyn das Internationale Danziger Musikseminar sowie das Musikfestival Danziger Frühling.
Neben seinem Einsatz an der Hochschule für Musik, Theater und Medien Hannover engagierte sich Węgrzyn „zukunftsorientiert und vernetzend“ für Musikfestivals in Goslar und Braunlage, und war Mitbegründer des Vereins Life Music Now, der die Talentförderung junger Musiker mit sozialen Projekten verbindet.
Zudem initiierte Węgrzyn den dem Violinisten Joseph Joachim gewidmeten Internationalen Joseph Joachim Violinwettbewerb, Hannover und übernahm dessen künstlerische Leitung. Dafür wurde Krzysztof Węgrzyn am 19. November 2018 durch den niedersächsischen Kultusminister Björn Thümler mit dem Verdienstkreuz 1. Klasse des Niedersächsischen Verdienstordens ausgezeichnet. Laut dem Minister habe Krzysztof Węgrzyn Niedersachsens Musiklandschaft und ihr internationales Ansehen nachhaltig geprägt.
Węgrzyns Tochter ist die Sopranistin Ania Vegry.

## Weitere Auszeichnungen
Krzysztof Węgrzyn
- ist Preisträger verschiedener renommierter internationaler Musikwettbewerbe wie etwa der Montreal International Musical Competition;[2]
- ist Sieger der Karol Szymanowski- und Rodolfo Lipizer-Violinwettbewerbe;[3]
- wurde 2004 mit der Verleihung des Musikpreises Niedersachsen geehrt;[3]